# 道の駅うれしの まるく
道の駅うれしの まるく（みちのえき うれしの まるく）は、佐賀県嬉野市にある国道34号の道の駅である。

## 概要
2022年（令和4年）9月23日の西九州新幹線武雄温泉駅 - 長崎駅間の開業に合わせ、嬉野温泉駅の西口側に「道の駅」として登録。佐賀県内の道の駅としては2019年（令和元年）6月1日にオープンした道の駅しろいし（杵島郡白石町）以来10か所目で、2022年（令和4年）9月20日にオープンした。「うれしの まるく」は嬉野市と国が整備し、「まるく」の由来は人を癒やして「丸く・円（まる）く」させる拠点で、ドイツ語の市場（マルクト）の意味も込めている。国道34号に隣接し、駅西口整備計画の約2 haのうち1.6 haを占める。物産館や直売所に代表される地域センター型の道の駅ではなく、地域の観光窓口などを担うゲートウェイ型で、地域や近隣市町を観光してもらうための玄関口となる。地域産品の販売などは、隣接する民間整備部分で予定している。新幹線駅に近接する道の駅は珍しく、「道の駅が地域の玄関口としての機能を担い、地域の魅力を最大限発揮できるよう、まちづくりを推進したい」としている。本道の駅は当初は指定管理者を募集していたが、指定管理者案は否決され、嬉野市の直営となる。

## 歴史
- 2022年（令和4年）
  - 2月9日 - 国土交通省より道の駅第56回登録において、「道の駅うれしの まるく」として登録[1][2]。
  - 6月21日 - 本道の駅の指定管理者案が否決[7]。
  - 7月19日 - 本道の駅が嬉野市の直営となることが発表[8]。
  - 9月15日 - 令和4年台風第14号の接近に伴い、9月19日に予定していた式典を中止することを発表[9]。
  - 9月20日 - 令和4年台風第14号の接近に伴い1日遅れのこの日の正午からトイレ、休憩施設の利用が開始[注釈 1][3][4][5][9]。
  - 9月23日 - 西九州新幹線 嬉野温泉駅開業に合わせ、「道の駅スタンプ、道の駅きっぷ」の販売開始[6]と、観光交流施設などがオープン[9]。

## 施設
- 駐車場 82台
- トイレ 33器
- 情報提供施設
- 観光案内所
- ベビーコーナー
- 非常用電源
- 備蓄倉庫
- 貯水槽
- 公衆電話
- 公衆無線LAN
- 物販施設
- 多目的スペース
- 公園
- 足湯・手湯
- レンタサイクル
- EV充電施設
- バス停

## アクセス
- 国道34号 - 登録路線
  - 佐賀県道349号嬉野温泉停車場線

## 周辺
- JR九州西九州新幹線 嬉野温泉駅
- 嬉野温泉
- 佐賀県立嬉野高等学校
- 国立病院機構嬉野医療センター
- 塩田津の町並み（重要伝統的建造物群保存地区） - 車で約15分
- 長崎街道